# Poloma (Eslováquia)
Poloma é um município da Eslováquia, situado no distrito de Sabinov, na região de Prešov. Tem 8,79 km² de área e sua população em 2018 foi estimada em 939 habitantes.

## Demografia
| Ano:        | 1994 | 2004   | 2014   | 2024 |
| ----------- | ---- | ------ | ------ | ---- |
| Broj ljudi: | 906  | 965    | 944    | 944  |
| Razlika:    |      | +6,51% | -2,17% | +0%  |

| Ano:               | 2023 | 2024   |
| ------------------ | ---- | ------ |
| Número de pessoas: | 936  | 944    |
| Diferença:         |      | +0,85% |